# Gobierno Provisional de la Región Septentrional
El Gobierno Provisional de la Región Septentrional fue el segundo y último Gobierno antisoviético con sede en Arcángel, formado el 7 de octubre de 1918.

## Formación
Tras el fallido intento de golpe de Estado contra su Gobierno formado exclusivamente por socialistas, el presidente de la Administración Suprema de la Región Septentrional, Nikolái Chaikovski, formó un nuevo Gobierno, más cercano a los Aliados el 7 de octubre de 1918 en el que asumió la presidencia y la cartera de Exteriores, siendo el único ministro socialista del gabinete. El resto de ministros pertenecían a partidos burgueses.

## Desarrollo
El cambio del Gobierno coincidió con el relevo del general Frederick Poole por el más conciliador Ironside, que trató de mejorar las relaciones políticas con las autoridades rusas, maltrechas por las acciones de Poole. Hasta poco antes de su relevo Poole, muy impopular, había detentado el poder real, manteniendo al Gobierno de Chaikovski como mera fachada. Chaikovski apreció el cambio en el mando aliado y describió a Ironside como «un hombre con valentía y entendimiento».

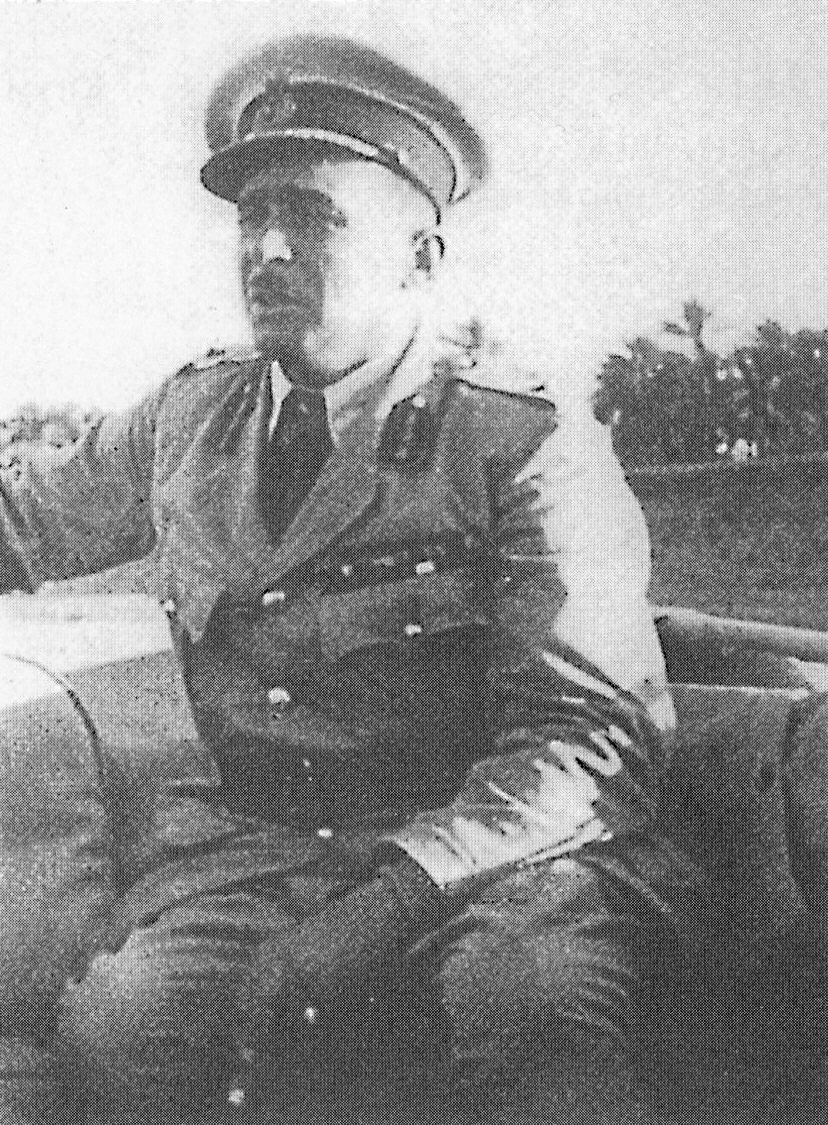
El general británico Edmund Ironside, comandante de las fuerzas Aliadas en Arcángel.

Ironside trató de entregar el mando de las tropas rusas, en la práctica meros auxiliares de los Aliados y escasos en número ante el poco entusiasmo de la población local por la guerra civil, a los oficiales menos reaccionarios, consciente de la impopularidad de la mayoría de ellos, partidarios de la restauración monárquica, entre la población. El general Marushevski, que había mandado tropas rusas en el frente occidental y, aunque duro, no era un reaccionario, tuvo que enfrentarse a una revuelta a comienzos de diciembre de 1918, tres semanas después de su llegada a la Región Septentrional.
EL motín no hizo peligrar el control aliado de Arcángel, pero mostró las simpatías por los bolcheviques de parte de la población y la efectiva propaganda de los numerosos agentes enviados por Moscú. Esta afectó incluso a las tropas aliadas, consideradas de escasa calidad por Ironside.
Los británicos trataron de estabilizar la moneda con el acuerdo del Gobierno a finales de diciembre, concediendo en la práctica un crédito de doscientos millones de rublos con el aval de la producción maderera local. El cambio con la libra, a pesar de ser más favorable que el del mercado negro, era menor que el anterior, lo que causó disgusto entre parte de la población, que acusó a los Aliados de devaluar la moneda.
Chaikovsky partió a París a comienzos de 1919 para tratar de participar en la conferencia de paz, quedando el general E. L. K. Miller al frente del Gobierno en su ausencia. Este rechazó, junto con Antón Denikin y Aleksandr Kolchak, la idea aliada de celebrar una conferencia entre los distintos bandos de la guerra civil rusa en las islas otomanas de Prinkipo.
En mayo y junio de 1919, hubo serios motines y deserciones entre las crecidas tropas rusas, que hicieron cambiar de idea a los Aliados sobre la conveniencia de entregar al Gobierno ruso el armamento y material que no iba a ser evacuado. Ironside se convenció de que, una vez retiradas sus unidades, los rusos serían incapaces de rechazar a los soviéticos.

## Retirada aliada
A finales de febrero, los estadounidenses anunciaron al resto de Aliados su intención de retirar sus tropas de la Región Septentrional tan pronto como comenzase el buen tiempo, empezando en junio de 1919. En marzo los británicos decidieron seguir sus pasos, aunque permitieron que Winston Churchill, ministro de Defensa, enviase refuerzos para facilitar la retirada, concesión que utilizó para desencadenar una última ofensiva. Al comienzo Ironside no comunicó la decisión aliada al Gobierno, que la ignoró hasta la comunicación oficial del 27 de julio. Aunque el plan indicaba que la evacuación acabaría el 1 de octubre, Ironside dio a entender que sus unidades permanecerían en la región hasta noviembre, para evitar que la fecha real llegase a oídos de los soviéticos.
Ironside emprendió su última ofensiva el 10 de agosto, que debía asegurar su retaguardia durante la retirada; tomó temporalmente localidades a medio camino de Kotlas e hizo numerosos prisioneros antes de evacuar la zona y minarla para estorbar un posible avance soviético.
Poco después los representantes británicos trataron de convencer a Miller de trasladar sus tropas a Múrmansk, pero este se negó, argumentando que sus hombres defendían sus hogares y Kolchak había ordenado que permaneciese en Arcángel. La destrucción de las reservas británicas de armamentos y abastos empeoró notablemente las relaciones entre el Gobierno y los Aliados. Los intentos desesperados de Miller de lograr la entrega de aquellas resultaron vanos.
El 27 de septiembre, las últimas tropas británicas habían abandonado Arcángel y el 12 de octubre evacuaban Múrmansk.

## Fin
En febrero de 1920 las unidades de Miller fueron derrotadas por las soviéticas y este solicitó la mediación británica. Los británicos enviaron una nota solicitando la protección para las tropas antisoviéticas y la población, a la que el Gobierno soviético accedió, lo que no evitó que Miller y algunos de sus compañeros huyesen de Arcángel en un rompehielos antes de la entrada de las tropas soviéticas. Una revuelta en Múrmansk dio por las mismas fechas el control del puerto a los soviéticos.

## Mapas

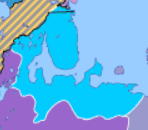
El Gobierno Provisional de la Región Septentrional el 1 de noviembre de 1918
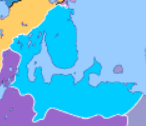
El Gobierno Provisional de la Región Septentrional el 1 de diciembre de 1918
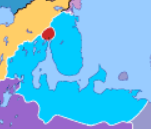
El Gobierno Provisional de la Región Septentrional el 3 de febrero de 1919
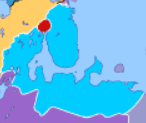
El Gobierno Provisional de la Región Septentrional el 30 de abril de 1919
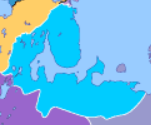
El Gobierno Provisional de la Región Septentrional el 1 de agosto de 1919
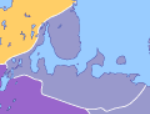
El Gobierno Provisional de la Región Septentrional el 1 de noviembre de 1919
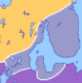
El Gobierno Provisional de la Región Septentrional el 3 de enero de 1920